# Motorola Razr (2020)
Motorola Razr（Motorola razr），是由摩托羅拉在2019年11月發佈的可折叠式智能手机，操作系統為Android 9。该设备的设计让人想起原始的Motorola Razr 功能手机系列，并具有可水平折叠的屏幕。該設備也搭載了由高通推出的驍龍710處理器，以及16MP後置鏡頭和5MP自拍鏡頭。而這部手機的則由印度製造。